# Parakan (Trenggalek)
Parakan is een bestuurslaag in het regentschap Trenggalek van de provincie Oost-Java, Indonesië. Parakan telt 5144 inwoners (volkstelling 2010).